# Journée de l'ingénieur électricien au Brésil
La journée de l'ingénieur électricien (en portugais Dia do Engenheiro Eletricista) est célébrée au Brésil le 23 novembre, date à laquelle fut fondée en 1913 l'Institut électrotechnique d'Itajubá (Instituto Eletrotécnico de Itajubá). Cette journée fut décrétée par la loi no 12074 du 29 octobre 2009, basée sur le projet de loi no 2545 de 2003 du député José Roberto Arruda (PFL / DF).